# کوختی (آغ‌استفا)
کوختی (به لاتین: Kukheti) یک منطقه مسکونی در جمهوری آذربایجان است که در شهرستان آغ‌استفا واقع شده است.